# Alchemilla pustynensis
Alchemilla pustynensis es una especie de planta del género Alchemilla, perteneciente a la familia Rosaceae.

## Taxonomía
Alchemilla pustynensis fue descrita por Czkalov en 2011.

## Distribución
Se encuentra en el territorio central de la parte europea de Rusia.